# غزوة بواط
غَزْوَةُ بَواط هي ثاني الغزوات التي خرج بها رسول الله ﷺ في شهر ربيع الأول سنة 2 هـ .

## القوات
200 رجل من المسلمين ضد قافلة تجارية قرشية في حماية 100 راكب وراجل، بقيادة أمية بن خلف الجمحي

## مكان الغزوة
في سلسلة جبال بواط وهي بواطان أصلها واحد فبواط الجلسي مما يلي المدينة المنورة ويصب سيلها في وادي اضم (وادي الحمض) وبواط الغوري وهي مما يلي ينبع النخل ويصب سيلها في وادي الفرعة بينبع النخل وقريب من بواط سلسلة جبال رضوى لذا كان المتقدمين يشيرون إلي رضوى عند وصفهم لغزوة بواط.

## هدف الغزوة
الوصول إلى بواط على الطريق التجارية بين مكة والشام والاستيلاء على قافلة قريش التجارية المارة بتلك المنطقة المكونة من 2500 بعير وهو نوع من الحصار الاقتصادي على قريش.

## أحداث الغزوة
في شهر ربيع الأول سنة 2 هـ الموافق سبتمبر سنة 623 م، خرج فيها رسول الله في مائتين من أصحابه، يعترض عيراً لقريش.
فيها أمية بن خلف الجمحي ومائة رجل من قريش، وألفان وخمسمئة بعير، فبلغ بواطا من ناحية رضوى. 
علمت عيون قريش بخروج المسلمين فأسرعت القافلة بحركتها وسلكت طريقاً غير طريق القوافل المعبدة، فتخطت المسلمين، ورجع المسلمون إلى المدينة.
استخلف في هذه الغزوة على المدينة سعد بن معاذ، ويقال السائب بن عثمان بن مظعون واللواء كان أبيض، وحامله سعد بن أبي وقاص